# Haplochromis cryptodon
Haplochromis cryptodon là một loài cá thuộc họ Cichlidae. Nó là loài đặc hữu của Tanzania. Môi trường sống tự nhiên của chúng là hồ nước ngọt có nước theo mùa.